# Las Niegłowicki
Las Niegłowicki (PLH180040) – projektowany specjalny obszar ochrony siedlisk, aktualnie obszar mający znaczenie dla Wspólnoty, położony w południowej części Jasła oraz częściowo w gminie wiejskiej Jasło. Obejmuje zalesione wzgórze, rozdzielające doliny Wisłoki i jej dopływu – Ropy. Zajmuje powierzchnię 30,76 ha.
W obszarze występują następujące siedliska z załącznika I dyrektywy siedliskowej:
- grąd Tilio-Carpinetum
- żyzna buczyna karpacka Dentario glandulosae-Fagetum
- kwaśna buczyna górska Luzulo luzuloidis-Fagetum
- nadrzeczna olszyna górska Alnetum incanae
- murawy kserotermiczne z klasy Festuco-Brometea
- łąki świeże Arrhenatheretum elatioris

Dodatkowo, występuje tu kumak górski Bombina variegata – gatunek z załącznika II.